# Stack Exchange
Stack Exchange — сеть веб-сайтов для работы с вопросами и ответами в различных областях. Первый сайт сети, Stack Overflow, был запущен Джоэлем Спольски и Джеффом Этвудом в 2008 году, а в 2010 году ими были открыты ещё несколько разделов и была организована сеть Stack Exchange. К осени 2012 года сеть выросла до 90 разделов, с 2 миллионами пользователей, 5 миллионами вопросов и 7 миллионами ответов
Сайты позволяют пользователям задавать вопросы и отвечать на них. Путём учёта активной деятельности, происходит голосование за вопросы и ответы, положительное и отрицательное. Редактировать вопросы и ответы возможно в вики-режиме. Все материалы, публикуемые в сети, доступны под свободной лицензией CC BY-SA.
Пользователи могут зарабатывать репутацию и «значки» за участие в жизни сайта (вариант так называемой геймификации). Собирая очки репутации, пользователи получают все больше и больше разрешений, получая возможность редактировать чужие материалы, а затем и права, близкие к возможностям модератора.

## Проекты сети
Среди наиболее известных проектов сети:
- Stack Overflow — для программистов и разработчиков;
- Ask Ubuntu[англ.] — для пользователей дистрибутива Linux Ubuntu;
- MathOverflow — вопросы по математике.[6][7]

В Stack Exchange входят три сообщества на русском языке или о русском языке:
- Stack Overflow на русском — для программистов;
- Russian Language — для «студентов, преподавателей и лингвистов, желающих обсудить тонкости русского языка» (интерфейс на английском языке);
- Русский язык (бета) — для «лингвистов и энтузиастов русского языка» (интерфейс на русском языке).

Для облегчения получения содержимого сообществом, сайт Stack Exchange предоставляет API. Пользователи могут динамически выполнять интерактивные SQL-запросы по снимку базы данных всей Сети Stack Exchange с помощью обозревателя данных.

## Финансирование
Stack Exchange получал инвестиции от Union Square Ventures (6 млн долларов, 2010), Index Ventures (12 млн, 2011), Bezos Expeditions (10 млн, 2013), Andreessen Horowitz и другие (40 млн, 2014). Всего на начало 2015 года было получено 70 млн инвестиций, однако сеть так и не стала прибыльной.
Для монетизации используется онлайн-реклама на сайтах сети (количество рекламы уменьшается для пользователей, набравших определенный уровень репутации), от неё сайт получает около трети выручки. Также в рамках сети развивается коммерческий портал для поиска работы и работников Stack Overflow Careers. Ранее сеть также предоставляла собственные технологии как платный сервис, позволяя сторонним компаниям легко создавать сайты вопросов и ответов.

## Посещаемость
Основной сайт Stack Overflow входит в 60 самых посещаемых сайтов мира согласно статистике Alexa. Сеть Stack Exchange (без Stack Overflow и ещё нескольких разделов) входит в 170 самых посещаемых сайтов мира согласно статистике Alexa.
В 2014 году сайт получил более 6,4 млрд просмотров (4,8 из них — Stack Overflow) от более чем 300 миллионов посетителей.